# Travel Channel
Travel Channel ist ein Spartenprogramm von Discovery. In Europa wurde der deutschsprachige Ableger als ein 24-Stunden-Programm von 1994 bis zur Einstellung im Jahr 2019 ausgestrahlt, das überwiegend Dokumentationen aus den Bereichen Reise und Freizeit zeigte. 

## Geschichte
Der Travel Channel wurde am 1. Februar 1987 von TWA Marketing Services in den Vereinigten Staaten gegründet, einer Tochtergesellschaft der Trans World Airlines (TWA). Der Name des Senders leitet sich von reisebezogenen Füllprogrammen ab, die zwischen Sendungen auf dem Home Theater Network ausgestrahlt wurden. TWA erwarb 1986 die Namensrechte von Group W Satellite Communications und übernahm nach der Einstellung des US-amerikanischen Kabelfernsehsenders im Januar 1987 dessen Transponderplatz. Im Jahr 1992 wurde der Sender an Landmark Communications verkauft, dem damaligen Eigentümer des Weather Channel; fünf Jahre später veräußerte Landmark ihn schließlich an Paxson Communications.
Discovery Communications beteiligte sich im Jahr 1997 zu 70 Prozent am Sender und übernahm zwei Jahre später die restlichen Anteile. Im Mai 2007 verkaufte Discovery den Sender an Cox Communications, eine Tochtergesellschaft von Cox Enterprises, im Rahmen einer milliardenschweren Transaktion.
Am 5. November 2009 erwarb Scripps Networks Interactive (SNI) eine 75-Prozent-Beteiligung für 1,1 Milliarden US-Dollar; der Verkauf wurde im Januar 2010 abgeschlossen. Nach dem Kauf begann der Travel Channel damit, Programme von Schwestersendern wie dem Food Network zu übernehmen. Im Jahr 2015 verlegte Scripps den Hauptsitz des Senders von Chevy Chase in Maryland nach Knoxville in Tennessee.
Am 25. Februar 2016 übernahm SNI die verbleibenden 35 Prozent des Travel Channel von Cox Communications und erlangte damit die vollständige Kontrolle über den Sender. Am 6. März 2018 erhielt Discovery erneut die Eigentümerschaft über den Sender zurück, nachdem es SNI übernommen hatte. Die Einschaltquoten erreichten im Frühjahr 2008 mit 27,78 Millionen Zuschauern pro Woche ihren Höhepunkt und sind seitdem rückläufig. Im Frühjahr 2017 verzeichnete der Sender in den USA noch 17,25 Millionen Zuschauer.
Am 1. Oktober 2018 führte der Sender ein neues Logo ein und verlagerte seinen Programmfokus auf „das Paranormale, das Ungelöste, das Unheimliche und das Furchteinflößende“. Zwischen 2015 und 2017 hatte der Sender Destination America eine ähnliche Neuausrichtung auf paranormale Inhalte vollzogen. Bestimmte Sendungen des Travel Channel, die sich mit Ernährung und Freizeitaktivitäten beschäftigten, darunter Bizarre Foods, die Ablegerserie Bizarre Foods: Delicious Destinations, Man vs Food, Food Paradise, Hotel Impossible und Xtreme Waterparks, wurden auf andere Spartensender verlegt.
Am 12. Januar 2021 wurde berichtet, dass ausgewählte Programme des Travel Channel künftig exklusiv und zeitlich begrenzt auf dem kostenpflichtigen Streaming-Sender Discovery+ erscheinen sollen.

### Travel Channel in Deutschland
Das Programm des deutschsprachigen Ablegers bestand hauptsächlich aus Dokumentationen über Reiseziele, ausländische Küche, fremde Kulturen, Natur und Shopping sowie Rucksack-Tourismus, kulinarische Reisen, Ökotourismus und Luxus-Reisen.
Travel Channel startete in Deutschland im Jahr 1994. Am 25. März 2013 bekam der Sender ein neues Logo und die Programmstruktur wurde überarbeitet. Am 2. Dezember 2018 erhielt der Travel Channel erneut ein überarbeitetes Logo. Der Sender stellte am 1. März 2019 den Sendebetrieb in Deutschland ein und ausgewählte Formate wurden auf andere Sender der Discovery-Sendergruppe verteilt, die über Discovery oder Travel Channel International vermarktet werden.

## Empfang
Der Sendebetrieb erfolgt in 21 Sprachen in Europa, Nahost, Afrika und Asien. Der Sender erreicht mit 20 Satelliten-Feeds über 850 Kabel-, Satelliten- und IPTV-Plattformen in 125 Senderegionen.
Europa
Travel Channel nahm den Sendebetrieb in Europa im Jahr 1994 auf. Seit dem 15. November 2010 wird zudem der HD-Ableger Travel Channel HD in Europa ausgestrahlt; in Deutschland kann der HD-Sender nicht empfangen werden.
Travel Channel war Bestandteil der Programmbouquets großer Kabelnetzbetreiber wie Unitymedia und Kabel BW. Außerdem war der Sender in Deutschland über wilhelm.tel per Kabel, Vodafone und Alice per IPTV empfangbar. Inhalte sind inzwischen über Discovery+ oder andere Spartensender von Discovery empfangbar.

## Senderlogos

Logo bis zum 24. März 2013
Logo von dem 25. März 2013 – 1. Dezember 2018
Logo von dem 2. Dezember 2018 – 1. März 2019